# Atlantis Verlag (Hürlimann)
Der Atlantis Verlag war ein ursprünglich deutscher, später Schweizer Verlag, der 1930 von Martin Hürlimann in Berlin gegründet wurde. Der Verlagssitz wurde während der Zeit des Nationalsozialismus nach Zürich verlegt, nach dem Zweiten Weltkrieg baute Hürlimann eine neue Zweigstelle in Freiburg im Breisgau auf. Der Zürcher Atlantis Verlag erlosch 1992. Das Jugendbuchprogramm war bereits 1982 in die Stiftung Pro Juventute überführt worden und wurde ab 2003 vom Verlag Orell Füssli herausgegeben, bis es per 1. Januar 2021 vom Kampa Verlag übernommen wurde. Am 1. September 2021 wurde bekannt, dass auch der Atlantis Verlag als Literaturverlag unter Leitung von Daniela Koch wiederersteht, wobei der Vertrieb über den Kampa Verlag erfolgen wird.

## Geschichte

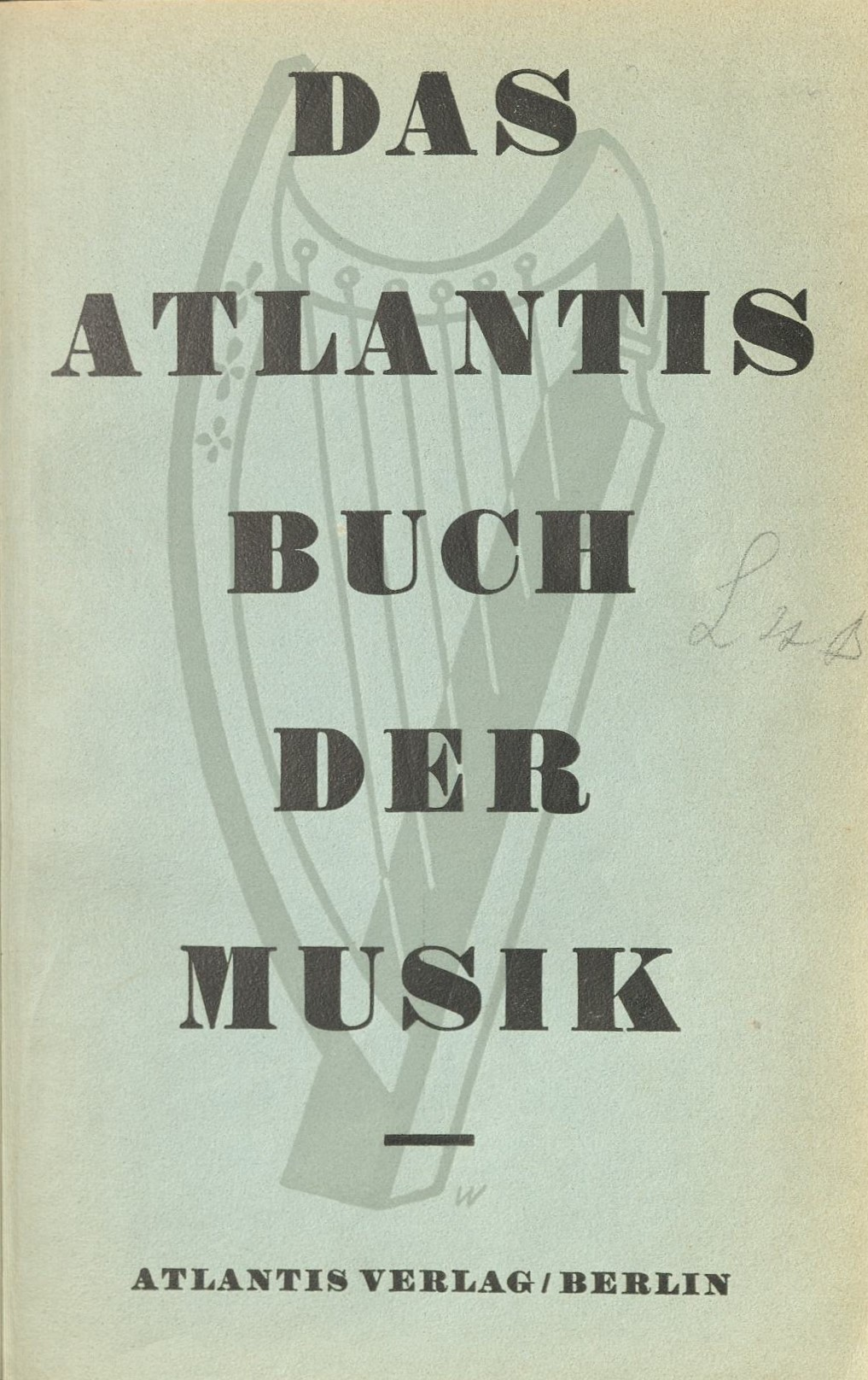
Das Atlantisbuch der Musik (1934). Titelentwurf von Emil Rudolf Weiß

Martin Hürlimann betreute in den 1920er Jahren Orbis Terrarum, eine neuartige Reihe von Fotobildbänden, beim Berliner Ernst Wasmuth Verlag. 1929 gründete Hürlimann die Zeitschrift Atlantis. Da die beiden Reihen das Produktionsvermögen des ursprünglichen Verlages überstiegen, gründete er 1929/1930 den Atlantis Verlag in Berlin, in dem er fortan die beiden Reihen herausgab.
Das Verlagsprogramm richtete sich zu Beginn an den Themen Fremde Länder und Reisen aus, neben den beiden Reihen publizierte Hürlimann Fotobände und belletristische Werke. Eine weitere Spezialisierung erfolgte zum Thema Musik, der Hürlimanns besonderes Interesse galt. 1936 kam unter der Leitung Bettina Hürlimanns eine Sparte mit Kinderbüchern hinzu. Im gleichen Jahr gründete Hürlimann wegen der Lage in Deutschland während der Zeit des Nationalsozialismus eine selbständige Firma gleichen Namens und verlegte in den Folgejahren die Tätigkeit mehr und mehr in die Schweiz. Die Ausrichtung des Verlags orientierte sich in dieser Zeit am Schweizer Prinzip der Geistigen Landesverteidigung.
Nachdem der Berliner Verlagssitz samt Lager und Archiven durch die Bombenangriffe auf Berlin vollständig zerstört worden war, baute Hürlimann mit einer Lizenz der französischen Besetzungsbehörden die deutsche Niederlassung in Freiburg im Breisgau wieder neu auf. Dabei fühlte sich der Verlag, gerade auch mit der weltweiten Orientierung seines Programms, dem kulturellen Wiederaufbau und geistigen Neubeginn verpflichtet. In den folgenden beiden Jahrzehnten wuchs der Atlantis Verlag beständig. Er richtete sich nicht am Massenmarkt aus, sondern profilierte sich insbesondere durch die Gediegenheit der Aufmachung und hochwertiges Papier.
Das Programm des Verlags war stark an den Interessen Martin und Bettina Hürlimanns ausgerichtet. Nach beider Rückzug aus dem Verlag – 1967 gab Martin Hürlimann die Verlagsleitung ab, 1974 zog sich auch seine Ehefrau zurück – setzten erste Schwierigkeiten ein. 1982 wurde der Verlag neu aufgestellt, die Stiftung Pro Juventute übernahm die Kinderbücher. Nach einer Umstrukturierung wurde ihr Verlagsgeschäft im Mai 2003 an den Orell Füssli Verlag verkauft, der heute noch ein Programm mit Bilder-, Kinder- und Jugendbüchern unter dem Label Atlantis herausgibt. Der verbliebene Zürcher Atlantis Verlag erlosch im Jahr 1992. Die Rechte an den Musiktiteln erwarb der Musikbuch-Verlag Schott.

## Verlagsprogramm
Der Atlantis Verlag publizierte im Jahr 1967 in den Gebieten Bild- und Kunstbände, Literaturwissenschaft, Geschichte und Politik, Zeitgenössische Literatur, Musik und Kinderbücher. Er gab die Reihen Orbis Terrarum, Atlantis Städtebände, Atlantis Musikbücherei, Atlantis Zwergenbücherei heraus sowie die Zeitschrift Atlantis, die bereits 1964 mit der Kulturzeitschrift Du –Zeitschrift für Kultur fusioniert worden war.
Der Verlag konzentrierte sich besonders auf die Herausgabe Schweizer Autoren. So publizierte er das Œuvre Albin Zollingers und Meinrad Inglins. Von 1940 bis 1947 erschienen die Frühwerke Max Frischs (Blätter aus dem Brotsack, J’adore ce qui me brûle oder Die Schwierigen, Bin oder Die Reise nach Peking und Tagebuch mit Marion). Weiterhin verlegte Atlantis Werke von Robert Faesi, Otto Frei, Erwin Jaeckle, Siegfried Lang, Cécile Lauber, Cécile Ines Loos, Max Rychner, Urs Martin Strub, Max Huber und Emil Staiger. Von den deutschen Autoren war der Verlag besonders mit Ricarda Huch, die im Auftrag des Verlags die dreibändige Geschichte des Römischen Reiches Deutscher Nation schrieb, und Peter Gan verbunden.